# محافظة ألنغ
محافظة ألنغ ((هانغل: 울릉군): ألنغ غون) هي محافظة تقع في مقاطعة غيونغسانغ الشمالية، كوريا الجنوبية. وبلغ عدد سكانها 10,797 نسمة، سنة 2012.

## وصلات خارجية
- الموقع الإلكتروني لحكومة المحافظة